# Epidendrum cancanae
Epidendrum cancanae là một loài thực vật có hoa trong họ Lan. Loài này được (P.Ortiz) Hágsater mô tả khoa học đầu tiên năm 2005.